# L'Adoration des mages (Véronèse)
Pour les articles homonymes, voir L'Adoration des mages (homonymie).
L'Adoration des mages est un tableau de l'artiste vénitien Paolo Caliari dit Véronèse, réalisé vers 1570 et conservé au musée de l'Ermitage à Saint-Pétersbourg.

## Description
Le tableau illustre l'épisode biblique du Nouveau Testament dite « Adoration des mages », associé à Noël et décrit dans l'Évangile selon Matthieu. La nuit de la naissance du Christ, une étoile brillante s'est allumée dans le ciel. L'apparition de l'étoile de Bethléem a été interprétée comme le signe de la naissance d'un nouveau roi juif. Conduits par l'étoile, les Rois Mages arrivèrent à Bethléem pour s'incliner devant le Bébé : « Et entrant dans la maison, ils virent le Bébé avec Marie, sa Mère, et tombèrent et s'inclinèrent devant Lui ; et ayant ouvert leurs trésors, ils lui apportèrent des cadeaux : de l'or, de l'encens et de la myrrhe ». T.K. Kustodieva pense que l'artiste s'est représenté en saint Joseph.
Le tableau mesure 45 × 34,5 cm et a été initialement peint sur carton, mais a ensuite été transféré sur une feuille de cuivre. En bas à gauche, le chiffre « 524. » est écrit à la peinture rouge - sous ce numéro le tableau apparaît dans le catalogue manuscrit de l'Ermitage de 1797. La réalisation du tableau date des années 1570.

## Histoire
Le début du parcours de l'œuvre reste inconnu. Au XVIIe siècle, elle appartenait au Maréchal du Plessis-Pralin, puis elle fut dans la collection du Chevalier Avis. Puis, elle a appartenu à De Vanloo, de qui elle passa dans la collection Crozat, comme en témoigne une gravure exécutée avant 1742, publiée dans le Recueil Crozat, sous le nom Adoration des rois. En 1772, elle fut achetée avec la majeure partie de la collection Crozat par l'impératrice Catherine II pour l'Ermitage.
Le tableau est traditionnellement considéré comme l'œuvre de Paul Véronèse, cependant, des hypothèses ont été émises selon lesquelles l'artiste aurait impliqué des élèves dans son travail. 

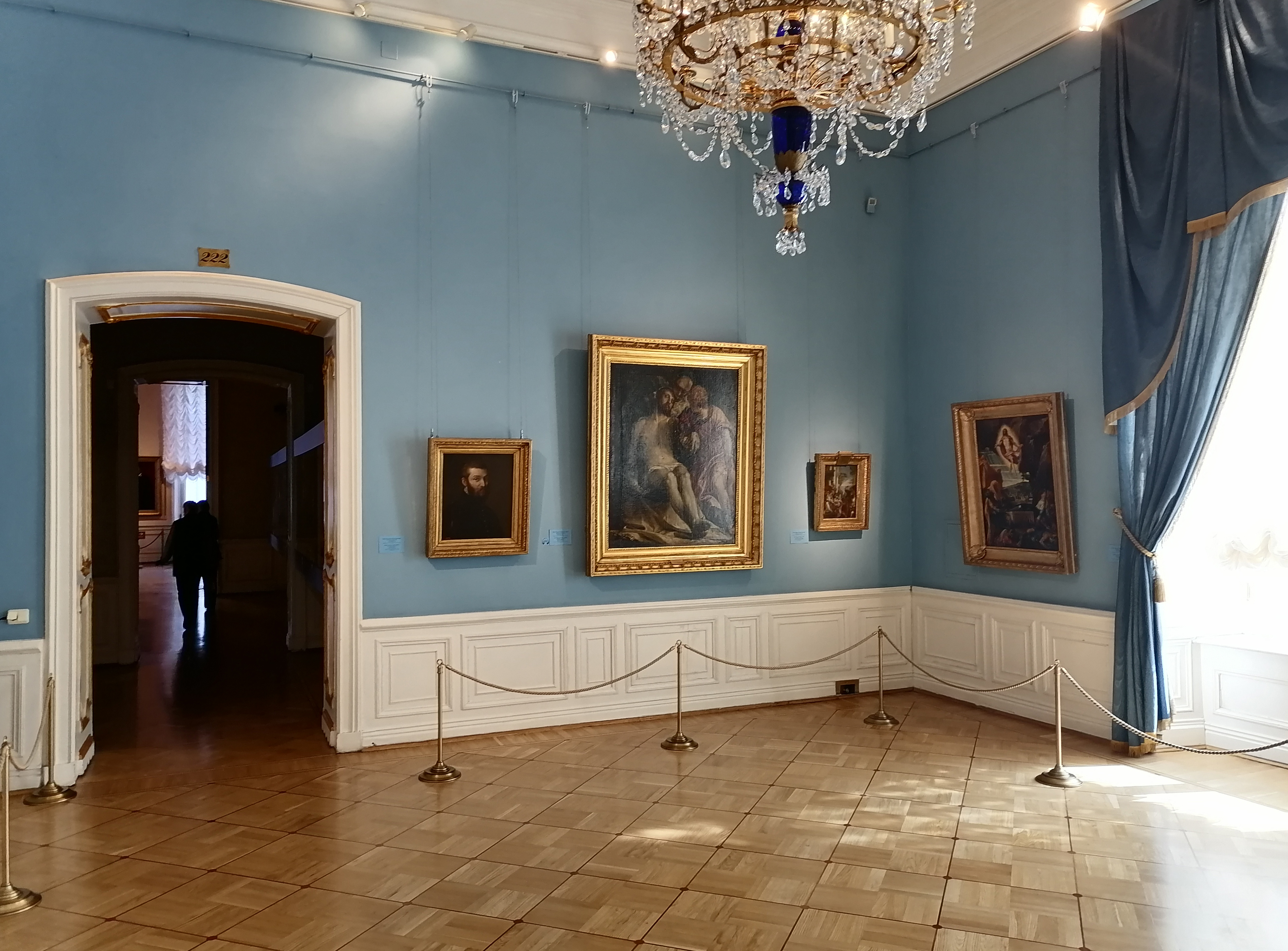
Peinture dans la salle 222 du Grand Ermitage (dans le coin, deuxième à droite).

Le tableau est exposé dans la salle 222 du bâtiment du Grand Ermitage.

## Liens
- Buslovich D. S., Persianova O. M., Rummel E. B. : Intrigues mythologiques et historiques dans la peinture, la sculpture et les tapisseries de l’Ermitage. 3ème, complété. Leningrad, Aurora Publ., 1978. - 160 p.
- Kustodieva T. K. : Art italien de la Renaissance des XIIIe – XVIe siècles. Guide de dissertation. Leningrad, Iskusstvo Publ., 1985. - 184 p. (en anglais seulement)
- Fomicheva T. D. : Peinture vénitienne des XIVe – XVIIIe siècles. Catalogue (Musée de l’Ermitage, Collection de peintures d’Europe occidentale). Leningrad, Iskusstvo Publ., 1992. - 407 p. (en anglais seulement)
- Waagen G. F. : La collection de peintures de l’Ermitage impérial de Saint-Pétersbourg ainsi que des remarques sur d’autres collections d’art. Deuxième édition. — Editeur de la Librairie de la Cour impériale H. Schmitzdorff (C. Röttder), 1870.

## Source de traduction
- (ru) Cet article est partiellement ou en totalité issu de l’article de Wikipédia en russe intitulé « Поклонение волхвов (картина Веронезе) » (voir la liste des auteurs).